# Arthroleptis stenodactylus
Arthroleptis stenodactylus es una especie de anfibios de la familia Arthroleptidae.
Habita en Angola, Botsuana, la República Democrática del Congo, Kenia, Malaui, Mozambique, Sudáfrica, Tanzania, Zambia, Zimbabue y posiblemente en Uganda.
Sus hábitats naturales incluyen bosques tropicales o subtropicales secos y a baja altitud, montanos secos tropicales o subtropicales, sabanas secas, zonas de arbustos tropicales o subtropicales, plantaciones, jardines rurales, áreas urbanas y zonas antiguamente boscosas ahora degradadas.